# Charles de l’Ostange
Graf Charles de l’Ostange (auch: Karl von Lostange, eigentlich: Charles de Blancher-Pierrebuffière, comte de Lostanges; * um 1650 im Périgord noir; † 1704) war ein kurfürstlich-brandenburgischer Oberst, Chef des Kürassierregiments Nr. 6 und zuletzt Generalmajor.

## Leben
Charles, Comte de Lostanges, war der jüngere Bruder des Schloßbesitzers  Claude de Blancher de Pierrebuffière, Marquis de Lostanges (* um 1645). Seine Eltern waren der hugenottische Adlige Théophile de Blancher de Pierrebuffière (* 1616; † 10. November 1656 in Nedde) und dessen Gattin, Suzanne de Murat.
Er kam nach Aufhebung des Edikts von Nantes 1685 mit anderen Flüchtlingen über Frankfurt nach Brandenburg. Beim Begräbnis des Kurfürsten Friedrich Wilhelm am 12. September 1688 in Berlin trug er das Banner des Fürstentums Barth.

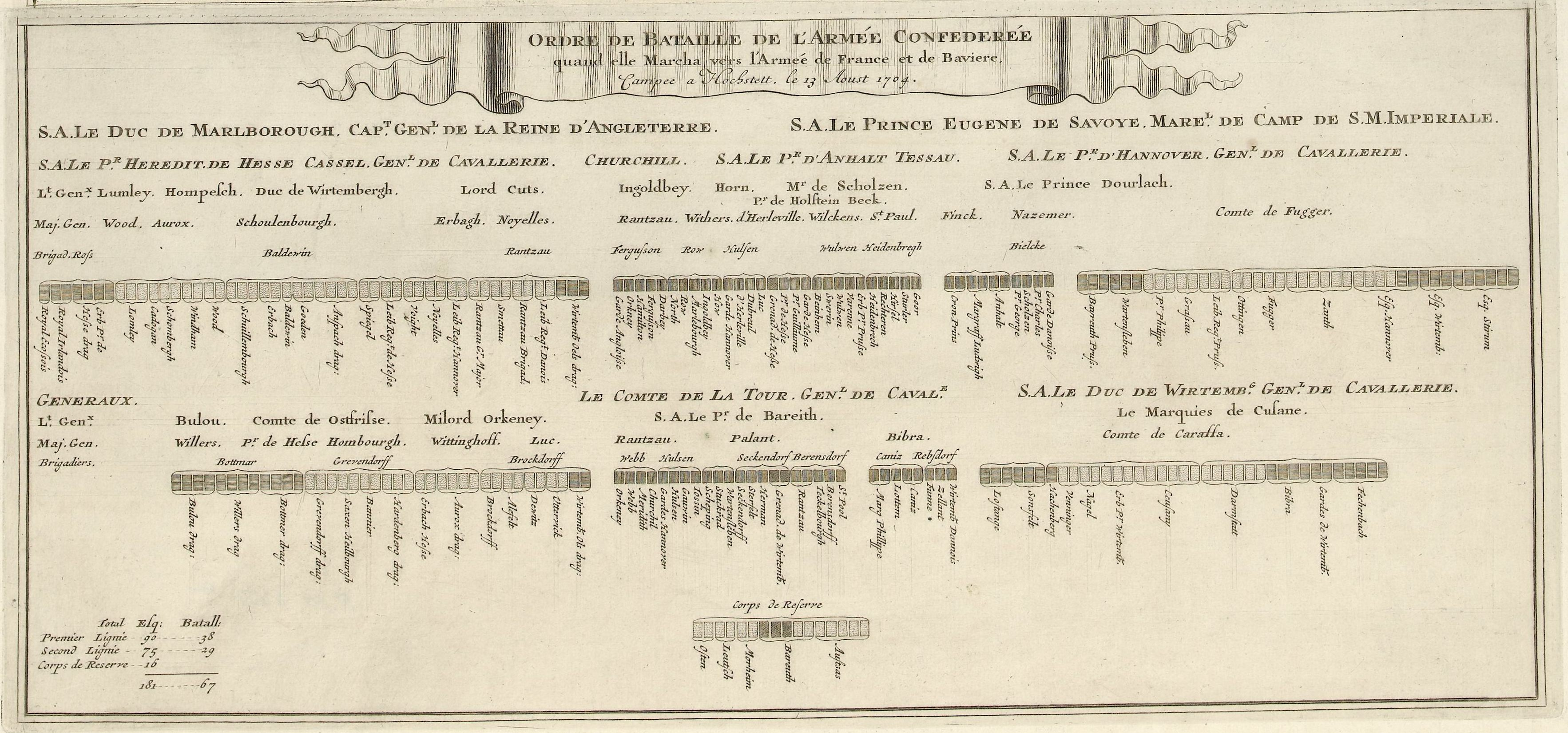
Schlachtordnung der Alliierten, Höchstädt im August 1704. Lostanges Brigade findet sich in der zweiten Linie, Division rechts, dort am linken Rand

Um 1678 hatte er bereits in der französischen Armee gedient. Kurfürst Friedrich III. ernannte ihn daher schon bald zum Oberst und gab ihm ein Kürassierregiment. So erschien Lostanges im Oktober und Dezember 1688 als Oberst Charles de Lostanges (bzw. Charles de Feyrac) des damals kurzfristig in niederländischen, dann wieder brandenburgisch-preußischen Diensten stehenden Reiterregiments des Freiherrn August Friedrich von Isselstein auf Quartierlisten in ’s-Hertogenbosch, zusammen mit seinem Neffen, dem späteren Oberstleutnant des Regiments, Marquis Louis de Feyrac (1668–1724). Bei einer erneuten Einquartierung am 30. Oktober 1696 in Hertogenbosch wird Charles de Lostanges als Kommandant einer Kompanie des Regiments Brandenburg aufgeführt.
Ab 1. März 1702 war er Regimentschef des vormaligen Kürassierregiments du Hamel. In der Schlacht bei Höchstädt im August 1704 führte er, in der zweiten Kavallerie-Linie unter Herzog Eberhard Louis, im Rang eines Generalmajors eine etwa 600 Reiter starke Brigade, die aus Schwadronen seines Regiments und des Dragonerregiments Sonsfeld bestand. Er verstarb noch im gleichen Jahr, vermutlich in dieser Schlacht oder kurz danach.

## Familie
Er heiratete 1698 in Preußen Agnes Judith von Spaen (1658–1731), Tochter von Generalfeldmarschall Alexander von Spaen. Das Paar hatte Kinder, bevor er 1703 starb.
Sein Sohn Karl († 21. April 1744) war 1740 Major im Regiment Alt-Waldow zu Pferd, wurde in der Schlacht bei Mollwitz 1741 verwundet, wurde Oberstleutnant im Kürassierregiment Nr. 12 und heiratete Maria Charlotte von Derschau (1714–1747), verwitwete von der Trenck. Sie war auch die Mutter des Abenteurers und Schriftstellers Friedrich von der Trenck sowie Schwester des Dichters und Regierungsrates Christoph Friedrich von Derschau.